# Брезово (община Демир Хисар)
Вижте пояснителната страница за други значения на Брезово.
Брезово (изписване до 1945 година: Брѣзово; на македонска литературна норма: Брезово) е село в община Демир Хисар, Северна Македония.

## География
Разположено е в областта Долен Демир Хисар, високо в Бушева планина, в северната част на общината в скалистото подножие на Лубен. Землището на селото се простира по горното поречие на Църна. Землището е относително голямо 20,8 km2, от които обработваемите площи са 443,8 ha, но преобладават пасищата с площ от около 1213 ha, а горите заемат 315,9 ha. Надморската височина, на която се намира селото варира от 840 до 1100 m. В землището има обилие на варов камък.

## История
Църквата „Свети Илия“ в западния край на селото е от XVII век, а гробищната „Свети Георги“ е от 1835 година. Освен тях в селото има и малка църква „Свети Никола“.
В XIX век Брезово е изцяло българско село в Битолска кааза, нахия Демир Хисар на Османската империя. Според Васил Кънчов в 90-те години Брезово има 90 християнски къщи на хубаво, но тясно място, като нивите му са високо по върховете. Според статистиката му („Македония. Етнография и статистика“) в 1900 година Брѣзово има 560 жители, всички българи християни.
На Етнографската карта на Битолския вилает на Картографския институт в София от 1901 година Брезово е чисто българско село в Битолската каза на Битолския санджак със 103 къщи.
Селото се занима традиционно с варджийство.
Цялото население на селото е под върховенството на Българската екзархия. По данни на секретаря на екзархията Димитър Мишев („La Macédoine et sa Population Chrétienne“) в 1905 година в Брезово има 800 българи екзархисти и в селото работи българско училище.
При избухването на Балканската война в 1912 година 5 души от Брезово са доброволци в Македоно-одринското опълчение.
През 1961 година Брезово има 510 жители, които през 1994 година драстично намаляват на 69, а според преброяването от 2002 година селото има 62 жители, всички македонци. Населението се изселва в Демир Хисар, Битоля, Кичево, Прилеп, Скопие и други. Брезовци в Сърбия са известни пекари. Емигранти има и в Европа, САЩ и Австралия.
| Националност | Всичко |
| македонци    | 62     |
| албанци      | 0      |
| турци        | 0      |
| роми         | 0      |
| власи        | 0      |
| сърби        | 0      |
| бошняци      | 0      |
| други        | 0      |

## Личности
Родени в Брезово
- Андрей Георгиев Бакия (1874 - след 1943), български революционер от ВМОРО
- Богоя Костев, български революционер от ВМОРО[10]
- Богоя Стефанов (1870 - след 1943), български революционер от ВМОРО
- Ванчо Велянов Юруков (1868 – ?), български революционер от ВМОРО
- Велян Тасев, български революционер от ВМОРО, четник на Иван Наумов Алябака.[11] македоно-одрински опълченец, 2-ра рота на 10-а прилепска дружина, награден с орден „За храброст“ IV степен.[12]
- Гаврил Георгиев Попов, български революционер от ВМОРО[13]
- Дойчин Илиев, български опълченец, ІI опълченска дружина, убит на 11 август 1877 г.[14]
- Илия Марков Корунов, български революционер от ВМОРО[10]
- Илия Блажев Костев, български революционер от ВМОРО[10]
- Илия Стойчев, български революционер, четник на Стефан Алабаков в 1915 година[15]
- Кочо Божинов Мияйлев (1880 – ?), български революционер от ВМОРО[16]
- Никола Върбата, български революционер
- Никола Геройски (? – 1899), български революционер от ВМК и ВМОРО
- Марко Павлев, български революционер от ВМОРО, четник на Цветко Христов[17]
- Огнен Миленков, български революционер от ВМОРО[16]
- Павле Божинов Марков, български революционер от ВМОРО[16]
- Силян Согриев (1873 – 1917), български революционер
- Совре Гаврилов Георгиев, български революционер от ВМОРО[18]
- Сотир Ристев (? – 1903), български революционер от ВМОРО
- Софроний Гаврилов, български революционер от ВМОРО между 1901 – 1912 г.[19]
- Стерьо Магденов Пейков, български революционер от ВМОРО[13]
- Стойко Матев Мирчев, български революционер от ВМОРО[16]
- Стоян Андон Андонов, български революционер от ВМОРО[20]
- Стоян Йовев (1883 – ?), български революционер от ВМОРО
- Стоян Секулов (1883 - 1918), български революционер от ВМОРО
- Тодор Дамянов, български революционер от ВМОРО[18]